# Torre de Montmajor
La Torre de Montmajor és una muntanya de 902 metres que es troba al municipi de Montmajor, a la comarca catalana del Berguedà.
Al cim podem trobar-hi un vèrtex geodèsic (referència 278096001).